# Margrét Viðarsdóttir
Margrét Lára Viðarsdóttir (Vestmannaeyjar, 25 juli 1986) is een IJslands voetbalster die sinds 2011 speelt voor 1. FFC Turbine Potsdam. Sinds 2003 is ze ook A-international voor haar land.

## Carrière
Margrét Lára begon haar carrière bij ÍBV in de Úrvalsdeild in 2001. Ze speelde er tot en met 2004 en was 48 keer trefzeker in 39 duels. In haar laatste seizoen werd ze topscrorer. Dat bleef ook bij de bondscoach van IJsland niet onopgemerkt. In 2003 liet hij haar debuteren. In 2004 maakte Margrét Lára de overstap naar Valur, waarmee ze in haar eerste periode eenmaal landskampioen en ook won ze de beker. Tevens werd ze in beide seizoen topscorer. Van 2006 tot 2007 speelde Margrét Lára voor FCR 2001 Duisburg in Duitsland, maar daar kreeg ze weinig speeltijd. Ze keerde daarom in 2007 terug bij Valur, waar ze nog eens tweemaal landskampioen en tweemaal topscorer werd. In totaal speelde Margrét Lára 62 duels voor Valur en scoorde daarin 127 doelpunten. In 2009 ging ze voor het Zweedse Linköpings FC spelen in de Damallsvenskan. Nog in hetzelfde jaar veranderde ze weer van club. Ditmaal ging ze naar Kristianstads DFF, die ook in de Zweedse competitie spelen. Ze bleef daar tot 2011 en scoorde 27 doelpunten in 51 wedstrijden voor de club. Ook werd ze in 2011 gedeeld topscorer van de Dammallsvenskan met Manon Melis. Beide spelers scoorden zestien doelpunten. Hierna stapte Margrét Lára over naar 1. FFC Turbine Potsdam om opnieuw in de Duitse Bundesliga te gaan spelen.